# Velika Plana (Prokuplje)
Pour les articles homonymes, voir Velika Plana (homonymie).
Velika Plana (en serbe cyrillique : Велика Плана) est un village de Serbie situé dans la municipalité de Prokuplje, district de Toplica. Au recensement de 2011, il comptait 513 habitants.

## Démographie
| 1948  | 1953  | 1961  | 1971  | 1981  | 1991 | 2002 | 2011 |
| ----- | ----- | ----- | ----- | ----- | ---- | ---- | ---- |
| 2 035 | 2 155 | 2 004 | 1 596 | 1 279 | 847  | 666  | 513  |

|  |